# Tryl
Tryl – wieś kociewska w Polsce położona w województwie kujawsko-pomorskim, w powiecie świeckim, w gminie Nowe. Wieś jest siedzibą sołectwa Tryl. Według Narodowego Spisu Powszechnego (III 2011 r.) wieś liczyła 415 mieszkańców. Jest trzecią co do wielkości miejscowością gminy Nowe.
W okresie międzywojennym ulokowana była tu placówka Straży Celnej „Tryl”.
W latach 1975–1998 miejscowość administracyjnie należała do województwa bydgoskiego.

## Mennonici

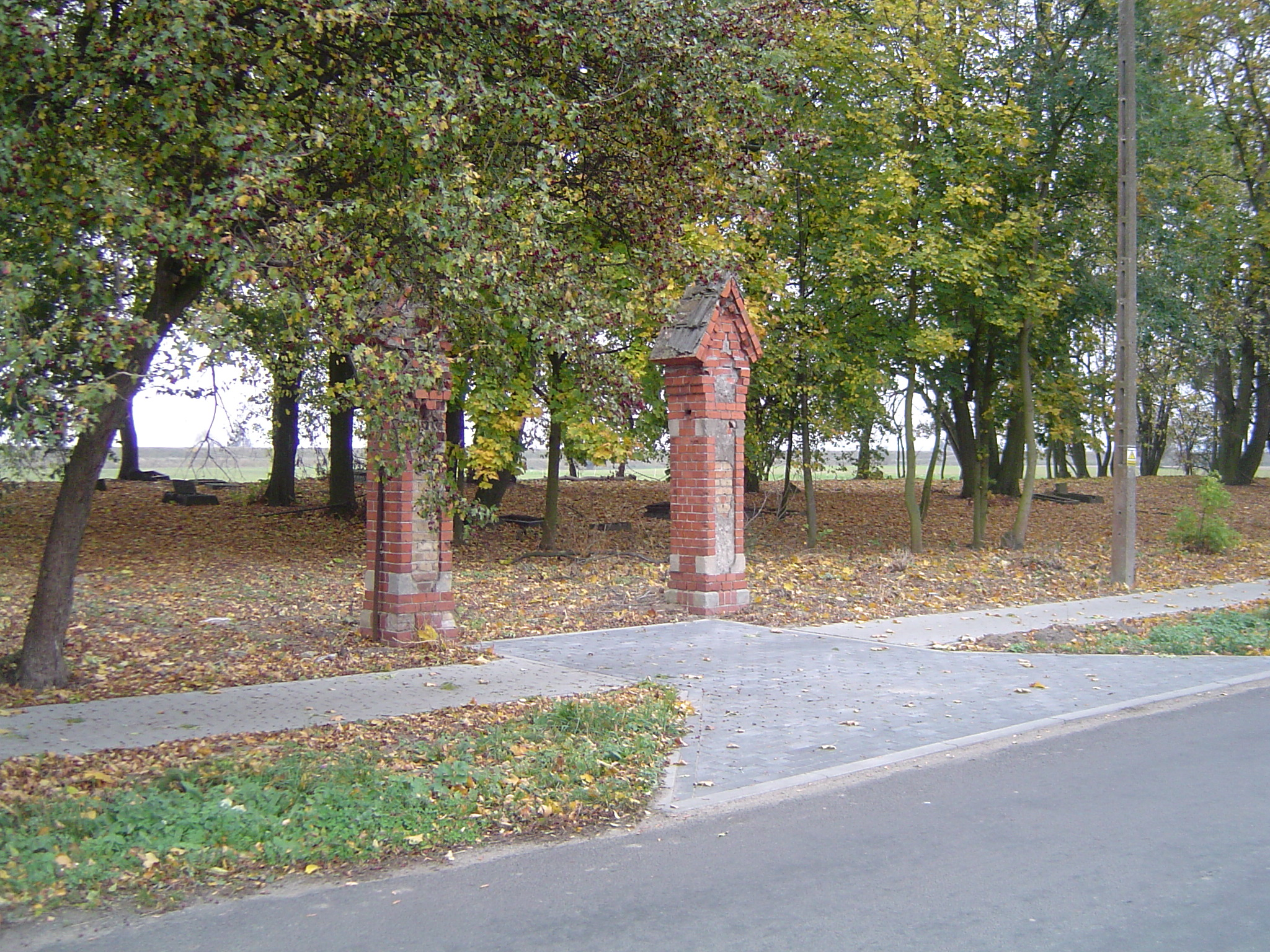
Brama ewangelickiego cmentarza w Trylu

W 1638 roku w miejscowości osiedlili się mennonici. Mieli oni za zadanie zagospodarować obszary w dolinie Wisły, która dotąd często była zalewana przez rzekę. Osiedlali się oni na tych ziemiach na prawie holenderskim. Oznacza to, że mogli oni czerpać zyski z tytułu dzierżawy, ale bez prawa do własności ziemi i bez możliwości nabycia jej przez zasiedzenie.
Mennonici pozostawili po sobie ciekawą kulturę materialną, schludne i czyste chaty, liczne cmentarze o fantazyjnych nagrobkach. Obecnie pewna grupa mennonickich osadników mieszka w Kansas. Do dziś mieszkańcy Tryla i okolic są często odwiedzani przez obcokrajowców zainteresowanych historią swoich przodków.

## Szkoła Podstawowa

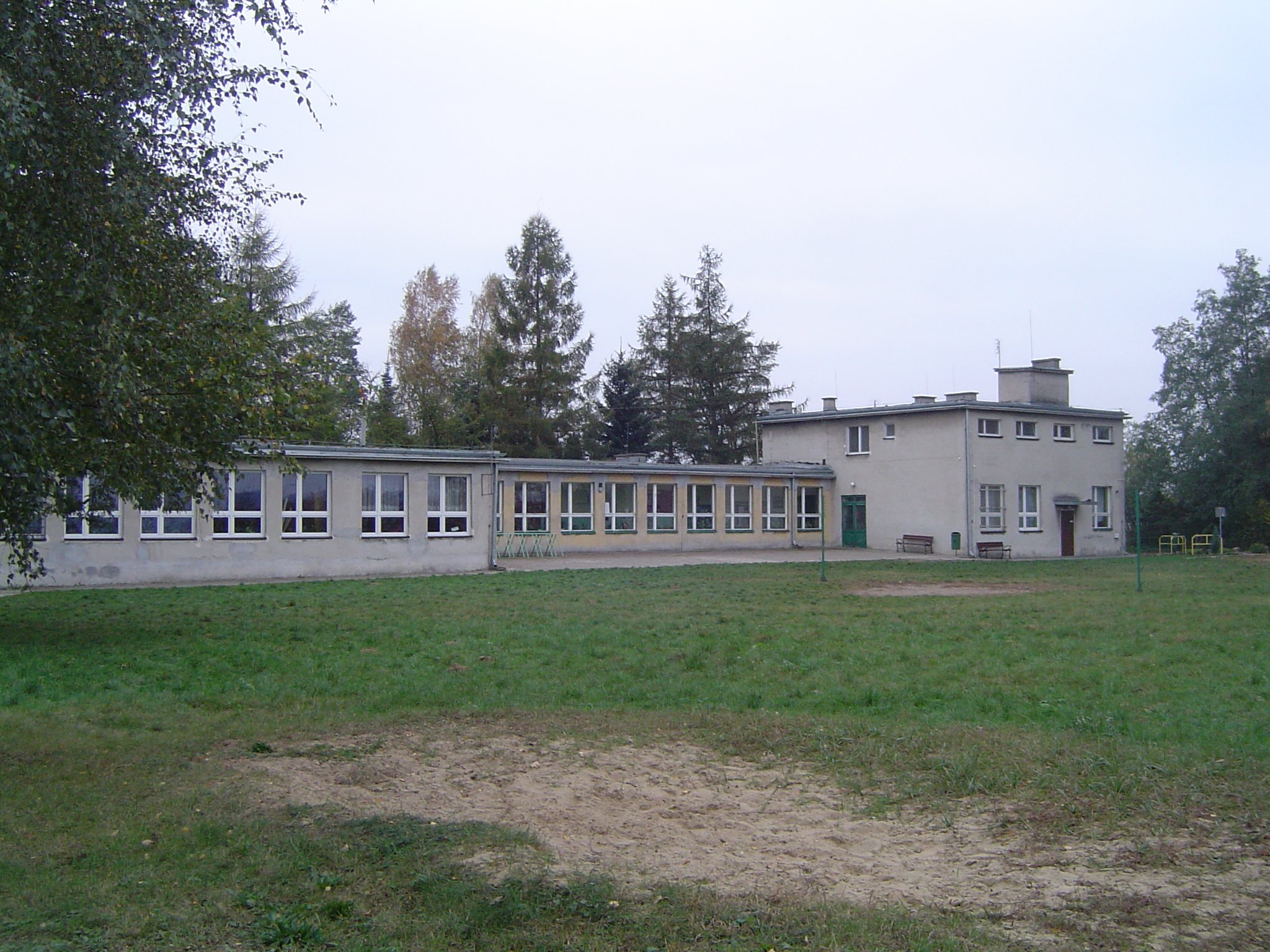
Szkoła Podstawowa nr 1 w Trylu

W Trylu funkcjonuje Szkoła Podstawowa. Uczęszczają do niej uczniowie z miejscowości: Tryl, Mątawy, Pastwiska, Zajączkowo. 
W szkole odbywają się także zajęcia pozalekcyjne: teatrzyk kukiełkowy, Szkolny Klub Sportowy (SKS), aerobik, zajęcia artystyczne - Klub 4 pory roku, redagowane jest czasopismo Szkolna Plotka. Szkoła posiada filię - Szkołę Filialną w Pastwiskach z oddziałem przedszkolnym i klasami I, II, III.
Miejscowość leży na terenie Nadwiślańskiego Parku Krajobrazowego.